# Kioxia
Kioxia è un'azienda specializzata nella produzione e vendita di memorie flash, unità di memoria a stato solido (SSD), schede di memoria SD e microSD, chiavi USB e software.

## Storia
Il 1º aprile 2017, Toshiba Corporation effettuò uno scorporo (spin-off) delle proprie attività relative alle memorie elettroniche nella Toshiba Memory Corporation, azienda che il 1º giugno 2018 divenne una società controllata interamente da K. K. Pangea con l'acquisto della totalità delle azioni da Toshiba.
Il 1º agosto 2018 si fuse per incorporazione nella controllante che, al contempo, cambiò denominazione in Toshiba Memory Corporation.
Il 1º marzo 2019 divenne una società controllata interamente dalla neo-costituita società Toshiba Memory Holdings Corporation mediante un trasferimento di azioni esclusive che permise agli allora azionisti di Toshiba Memory Corporation di divenire azionisti della nuova Holdings Corporation.
Il 1º ottobre 2019 le due aziende mutarono denominazione, rispettivamente, in Kioxia Corporation e Kioxia Holdings Corporation.
Nel 2020 Kioxia Holdings Corporation conclude l'acquisizione del ramo d'azienda relativo alle unità di memoria a stato solido di Lite-On, mentre il 1º giugno 2022 completa l'acquisizione di Chubu Toshiba Engineering.

## Identità aziendale
Il nome dell'azienda, Kioxia, originerebbe dall'unione del termine giapponese kioku (memoria) con la parola greca axia (valore).

## Struttura aziendale
Kioxia Holdings Corporation è la società controllante di Kioxia Corporation, a sua volta società madre di ventuno sussidiarie e sei affiliate in tutto il mondo.

## Struttura azionaria
La struttura azionaria, al 27 agosto 2020, risulta così composta:
- Bain Capital (56,24%[13])
- Hoya Corporation (3,13%)
- Toshiba Corporation (40,64%)